# Marita Lindahl

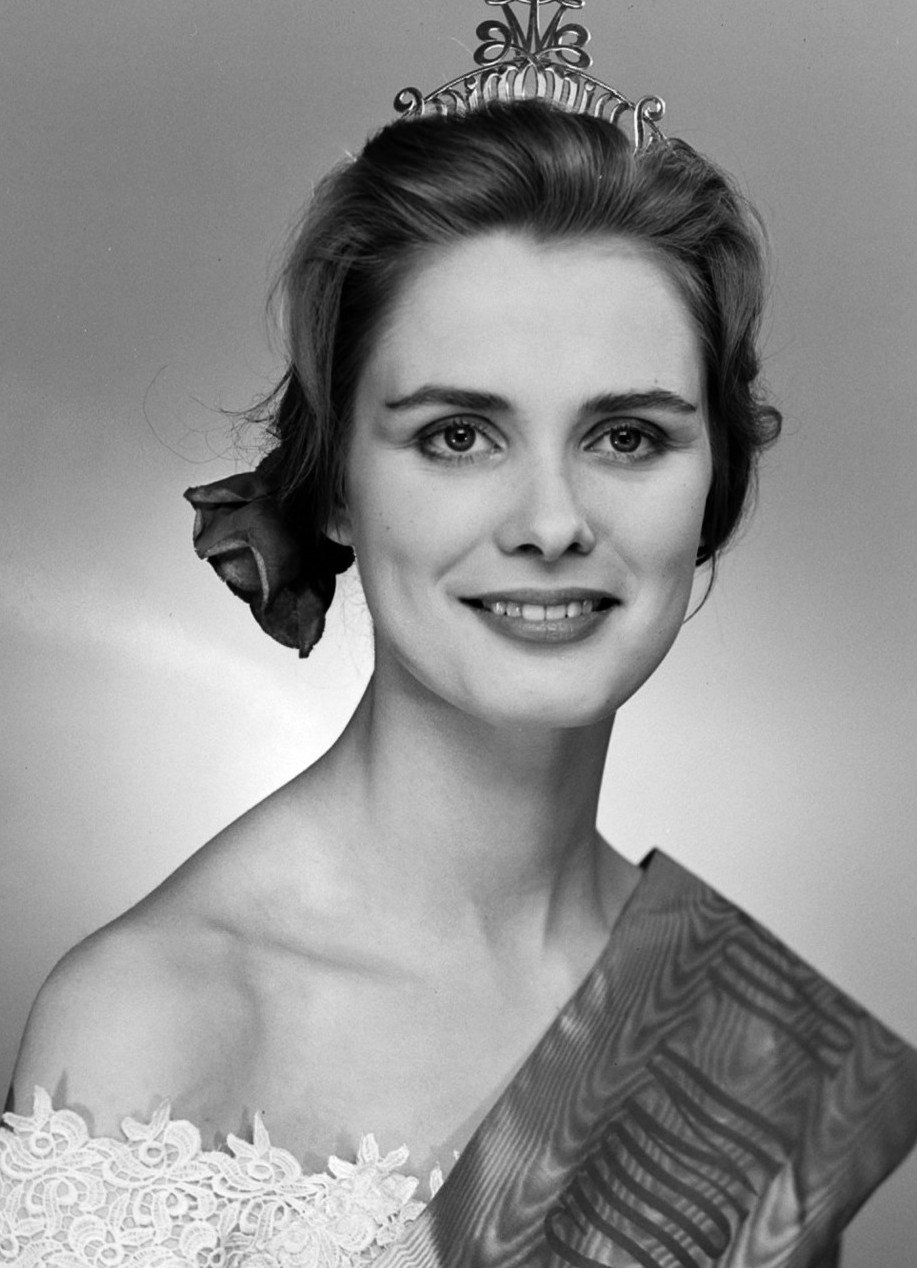
Marita Lindahl, 1957

Marita Lindahl (* 17. Oktober 1938 in Helsinki; † 21. März 2017 in Oxford) war eine finnische Schönheitskönigin. Sie war Miss World 1957.

## Werdegang
Lindahl nahm 1957 an der Wahl zur Miss Finnland teil und gewann den in der Helsinkier Sporthalle Töölö stattfindenden Schönheitsköniginnenwettbewerb. Im gleichen Jahr wurde sie im Lyceum Theater in London unter 23 Teilnehmerinnen zur Miss World erkoren.
Im Jahre 1970 heiratete sie den finnischen Radiojournalisten Martti Kirsitie und gebar 1972 einen Jungen. 12 Jahre später, 1984, zog die ganze Familie in das Vereinigte Königreich. Sie starb am 21. März 2017 an den Folgen eines Schlaganfalles.